# 玉名郡
- 令制国一覧 > 西海道 > 肥後国 > 玉名郡
- 日本 > 九州地方 > 熊本県 > 玉名郡

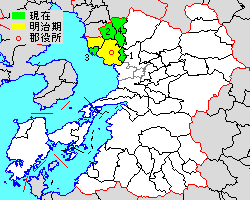
熊本県玉名郡の位置（1.玉東町 2.南関町 3.長洲町 4.和水町）

玉名郡（たまなぐん）は、熊本県（肥後国）の郡。
人口36,287人、面積211.47km²、人口密度172人/km²。（2025年2月1日、推計人口）
以下の4町を含む。
- 玉東町（ぎょくとうまち）
- 南関町（なんかんまち）
- 長洲町（ながすまち）
- 和水町（なごみまち）

## 郡域
1879年（明治12年）に行政区画として発足した当時の郡域は、上記4町に荒尾市・玉名市を加えた区域にあたる。

## 歴史

### 古代
日本書紀には玉名（たまきな）と見える。和名類聚抄では玉名郡に「多万伊奈（たまいな）」と添えられており、イ音便が発生している。

#### 式内社
『延喜式』神名帳に記される郡内の式内社。
| 神名帳           | 神名帳   | 神名帳 | 神名帳 | 比定社   | 比定社             | 比定社 | 集成 |
| 社名             | 読み     | 格     | 付記   | 社名     | 所在地             | 備考   | 集成 |
| ---------------- | -------- | ------ | ------ | -------- | ------------------ | ------ | ---- |
| 玉名郡 1座（小） |          |        |        |          |                    |        |      |
| 疋野神社         | ヒキノノ | 小     |        | 疋野神社 | 熊本県玉名市立願寺 |        |      |
| 凡例を表示       |          |        |        |          |                    |        |      |

### 近世以降の沿革
- 明治初年時点では全域が肥後熊本藩領であった。「旧高旧領取調帳」に記載されている明治初年時点での村は以下の通り。（8町246村）

大浜町、横島村、大園村、小天村、立花村、部田見村、尾田村、竹崎村、野部田村、下野部田村、横田村、片諏訪村、宮原村、伊倉南方村、伊倉北方村、北牟田村、川島村、小野尻村、千田川原村、小島村、桃田村、立山村、向津留村、寺田村、青野村、田崎村、北坂門田村、中坂門田村、南坂門田村、白木村、二俣村、西安寺村、上白木村、原倉村、上木葉村、木葉町、浦田村、山口村、稲佐村、安楽寺村、津留村、下村（現・玉名市下）、川部田村、下小田村、山部田村、上小田村、白石村、請村、日平村、蜻浦村、用木村、上用木村、姫井村、萩原村、江田村、上江田村、米渡尾村、原口村、藤田村、前原村（現・和水町）、久米野村、岩尻村、志口永村、高野村、榎原村、焼米村、大屋村、東下津原村、菰田村、下津原村、西下津原村、江栗村、竈門村、久井原村、下久井原村、長小田村、内田村、月田村、溝上村、箱谷村、青木村、寄名村、玉名村、下社家村、社家村、迫間村、下迫間村、富尾村、石貫村、下石貫村、北石貫村、繁根木村、永徳寺村、亀甲村、上中村、下中村、小浜村、滑石村、高道村、浜田村、鍋村、下沖洲村、扇崎村、下村（現・玉名市岱明町大野下）、中程村、土器屋村、山下村、下野口村、中野口村、上野口村、前原村（現・玉名市）、庄山村、友田村、林田村、上村、古閑村、西照寺村、開田村、西築地村、築地村、上山田村、下山田村、中尾村、立願寺村、岩崎村、秋丸村、河崎村、川床村、上坂下村、下坂下村、高瀬町、上平山村、本平山村、下平山村、上井手村、中井手村、本井手村、下井手村、原万田村、万田村、大島村、宮内村、宮内出目村、上荒尾村、下荒尾村、増永村、中一部村、向一部村、蔵満村、水島村、小野村、牛水村、長洲上町、長洲下町、梅田村、高浜村、永方村、宮崎村、宮崎出目村、塩屋村、平原村、清源寺村、上沖洲村、腹赤村、折地村、向野村、赤崎村、金山村、菰屋村、川登村、野原村、樺村、府本村、関町、田町、関村、関東村、楮原村、関下村、関外目村、北関村、下原村、久重村、上長田村、庄寺村、今村、下長田村、山口村、高久野村、宮尾村、田原村、柿原村、南田原村、上田原村、石尾村、福山村、東今村、赤坂村、安ノ原村、坂上村、東坂上村、肥猪村、肥猪東村、肥猪中村、肥猪町、小原村、相谷村、野田村、上大田黒村、大田黒村、平野村、岩村、上岩村、上津原村、苧生田村、板楠村、上板楠村、山十町村、中十町村、上十町村、上和仁村、中和仁村、和仁村、上吉地村、吉地村、東吉地村、中林村、宮村、久野村、下千田村、上千田村、広村、上広村、下原村、米野村、堂米野村、下米野村、上岩原村、岩原村、郷原村、牟田村、古閑原村、持松村、上小柳村、中小柳村、下小柳村、下梶屋村、小島村、藤井村、分田村、川崎村、中富村、上中富村、上梶屋村
- 明治3年（1870年） - 姫井村・宮村・久野村・下千田村・上千田村・広村・上広村・下原村・米野村・堂米野村・下米野村・上岩原村・岩原村・郷原村・牟田村・古閑原村・持松村・上小柳村・中小柳村・下小柳村・下梶屋村・上梶屋村・小島村・藤井村・分田村・川崎村・中富村・上中富村の所属郡が山鹿郡に変更。
- 明治4年7月14日（1871年8月29日） - 廃藩置県により熊本県（第1次）の管轄となる。
- 明治5年6月14日（1872年7月19日） - 白川県の管轄となる。
- 明治6年（1873年） - 中一部村・向一部村が合併して一部村となる。（8町245村）
- 明治7年（1874年） - 以下の町村の統合が行われる。（8町231村）

- 両迫間村 ← 迫間村、下迫間村
- 野口村 ← 下野口村、中野口村、上野口村
- 山田村 ← 上山田村、下山田村

- 平山村 ← 本平山村、下平山村
- 四ツ原村 ← 田原村、柿原村、南田原村、上田原村
- 三津川村 ← 石尾村、福山村、

- 寄名村・下社家村・社家村が玉名村に、下石貫村が石貫村に、中井手村が上井手村にそれぞれ合併。

- 明治8年（1875年）（8町228村）
  - 12月10日 - 熊本県（第2次）の管轄となる。
  - 上中村・下中村が合併して中村となる。
  - 上荒尾村・下荒尾村が合併して荒尾村となる。
  - 上吉地村・吉地村が合併して西吉地村となる。
- 明治9年（1876年） - 以下の町村の統合が行われる。（6町197村）

- 大倉村 ← 桃田村、立山村
- 瀬川村 ← 白石村、請村
- 中土村 ← 中程村、土器屋村
- 満村 ← 友田村、林田村
- 水野村 ← 水島村、小野村
- 長洲町 ← 長洲上町、長洲下町
- 永塩村 ← 永方村、塩屋村

- 宮野村 ← 宮崎村、宮崎出目村、向野村
- 折崎村 ← 折地村、赤崎村
- 細永村 ← 庄寺村、赤坂村
- 長山村 ← 下長田村、山口村
- 豊永村 ← 安ノ原村、坂上村、東坂上村
- 津田村 ← 上津原村、苧生田村

- 下野部田村が野部田村に、上用木村が用木村に、上江田村が江田村に、東下津原村・菰田村・西下津原村が下津原村に、下久井原村が久井原村に、北石貫村が石貫村に、西築地村が築地村に、平原村が清源寺村に、田町が関町に、楮原村が関東村に、北関村・下原村が関外目村に、東今村が上坂下村に、肥猪東村・肥猪中村が肥猪村に、上岩村が岩村にそれぞれ合併。

- 明治11年（1878年） - 満村が改称して三崎村となる。
- 明治12年（1879年）
  - 1月20日 - 郡区町村編制法の熊本県での施行により、行政区画としての玉名郡が発足。郡役所が高瀬町に設置。
  - 上大田黒村が大田黒村に合併。（6町196村）
- 明治13年（1880年）
  - 前原村（現・玉名市）が改称して下前原村となる。
  - 下村（現・玉名市岱明町大野下）が改称して大野下村となる。

### 町村制以降の沿革

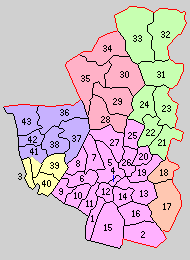
1.大浜町 2.小天村 3.長洲町 4.高瀬町 5.弥富村 6.大野村 7.築山村 8.睦合村 9.鍋村 10.高道村 11.滑石村 12.豊水村 13.八嘉村 14.伊倉村 15.横島村 16.玉水村 17.山北村 18.木葉村 19.梅林村 20.小田村 21.花簇村 22.江田村 23.東郷村 24.川沿村 25.月瀬村 26.玉名村 27.石貫村 28.米富村 29.坂下村 30.大原村 31.神尾村 32.緑村 33.春富村 34.南関町 35.賢木村 36.平井村 37.府本村 38.八幡村 39.六栄村 40.腹赤村 41.清里村 42.有明村 43.荒尾村（紫：荒尾市 桃：玉名市 赤：南関町 橙：玉東町 黄：長洲町 緑：和水町）

- 明治22年（1889年）4月1日 - 町村制の施行により、以下の町村が発足。（4町39村）
  - 大浜町（単独町制。現・玉名市）
  - 小天村（単独村制。現・玉名市）
  - 長洲町（単独町制。現存）
  - 高瀬町 ← 高瀬町、秋丸村［一部］、永徳寺村、繁根木村［一部］（現・玉名市）
  - 弥富村 ← 繁根木村［大部分］、岩崎村、中村、亀甲村、秋丸村［大部分］、河崎村、立願寺村（現・玉名市）
  - 大野村 ← 野口村、下前原村、中土村、大野下村（現・玉名市）
  - 築山村 ← 築地村、中尾村、山田村（現・玉名市）
  - 睦合村 ← 上村、庄山村、古閑村、開田村、三崎村、西照寺村（現・玉名市）
  - 鍋村 ← 鍋村、扇崎村、下沖洲村（現・玉名市）
  - 高道村 ← 高道村、山下村、浜田村（現・玉名市）
  - 滑石村 ← 滑石村、小浜村（現・玉名市）
  - 豊水村 ← 川島村、千田川原村、小野尻村、小島村、北牟田村（現・玉名市）
  - 八嘉村 ← 寺田村、大倉村、向津留村、中坂門田村、南坂門田村、北坂門田村、青野村、田崎村（現・玉名市）
  - 伊倉村 ← 伊倉北方村、伊倉南方村、宮原村、片諏訪村、横田村（現・玉名市）
  - 横島村 ← 横島村、大園村（現・玉名市）
  - 玉水村 ← 部田見村、立花村、竹崎村、野部田村、尾田村（現・玉名市）
  - 山北村 ← 上白木村、二俣村、白木村、西安寺村、原倉村（現・玉東町）
  - 木葉村 ← 木葉町、浦田村、上木葉村、山口村、稲佐村（現・玉東町）
  - 梅林村 ← 下村、津留村、安楽寺村（現・玉名市）
  - 小田村 ← 上小田村、山部田村、下小田村、川部田村（現・玉名市）
  - 花簇村 ← 日平村、蜻浦村、萩原村、用木村（現・和水町）
  - 江田村 ← 前原村、藤田村、原口村、瀬川村、江田村（現・和水町）
  - 東郷村 ← 志口永村、高野村、下津原村、焼米村、大屋村、米渡尾村、久米野村、岩尻村、榎原村（現・和水町）
  - 川沿村 ← 久井原村、内田村、長小田村、江栗村、竈門村（現・和水町）
  - 月瀬村 ← 青木村、溝上村、箱谷村、月田村（現・玉名市）
  - 玉名村 ← 玉名村、両迫間村（現・玉名市）
  - 石貫村 ← 石貫村、富尾村（現・玉名市）
  - 米富村 ← 三津川村（現・玉名市）、四ツ原村（現・南関町）
  - 坂下村 ← 上坂下村、下坂下村（現・南関町）
  - 大原村 ← 肥猪村、肥猪町、相谷村、小原村、豊永村［大部分］（現・南関町）
  - 神尾村 ← 平野村、岩村、大田黒村、津田村、野田村（現・和水町）
  - 緑村 ← 上板楠村、板楠村、中十町村、上十町村、山十町村（現・和水町）
  - 春富村 ← 西吉地村、上和仁村、中林村、東吉地村、中和仁村、和仁村（現・和水町）
  - 南関町 ← 関町、関下村、細永村［一部］、関村、関外目村、関東村（現存）
  - 賢木村 ← 久重村、上長田村、今村、宮尾村、長山村、細永村［一部］、高久野村、豊永村［一部］（現・南関町）
  - 平井村 ← 上井手村、平山村、上平山村、本井手村、下井手村（現・荒尾市）
  - 府本村 ← 府本村、樺村、金山村（現・荒尾市）
  - 八幡村 ← 野原村、川登村、菰屋村（現・荒尾市）
  - 六栄村 ← 宮野村、永塩村、折崎村（現・長洲町）
  - 腹赤村 ← 腹赤村、清源寺村、上沖洲村（現・長洲町）
  - 清里村 ← 梅田村（現・長洲町）、高浜村（現・荒尾市、長洲町）、牛水村、水野村（現・荒尾市）
  - 有明村 ← 蔵満村、増永村、一部村（現・荒尾市）
  - 荒尾村 ← 荒尾村、大島村、宮内村、宮内出目村、万田村、原万田村（現・荒尾市）
- 明治29年（1896年）6月1日 - 郡制を施行。
- 明治32年（1899年）2月2日 - 伊倉村が町制施行して伊倉町となる。（5町38村）
- 大正8年（1919年）5月1日 - 荒尾村が町制施行して荒尾町となる。（6町37村）
- 大正12年（1923年）4月1日 - 郡会が廃止。郡役所は存続。
- 大正15年（1926年）7月1日 - 郡役所が廃止。以降は地域区分名称となる。
- 昭和17年（1942年）4月1日 - 荒尾町・平井村・有明村・八幡村・府本村が合併して荒尾市が発足し、郡より離脱。（5町33村）
- 昭和17年（1942年）5月20日 - 高瀬町・彌富村が合併して玉名町が発足。（5町32村）
- 昭和18年（1943年）7月1日 - 江田村が町制施行して江田町となる。（6町31村）
- 昭和29年（1954年）
  - 4月1日（3町19村）
    - 玉名町・築山村・滑石村・大浜町・豊水村・八嘉村・梅林村・小田村・玉名村・石貫村・月瀬村・伊倉町が合併して玉名市が発足し、郡より離脱。
    - 江田町・花簇村・東郷村・川沿村が合併して菊水町が発足。

  - 10月1日 - 小天村・玉水村が合併して天水村が発足。（3町18村）
- 昭和30年（1955年）
  - 3月1日 - 木葉村・山北村が合併して玉東村が発足。（3町17村）
  - 4月1日（3町8村）
    - 神尾村・緑村・春富村が合併して三加和村が発足。
    - 大野村・高道村・睦合村・鍋村が合併して岱明村が発足。
    - 南関町・大原村・賢木村・坂下村・米富村が合併し、改めて南関町が発足。

  - 7月20日 - 清里村が分割し、一部（水野・牛水および高浜の一部）が荒尾市に、残部（梅田および高浜の残部）が長洲町にそれぞれ編入。（3町7村）
- 昭和31年（1956年）
  - 1月1日 - 南関町の一部（三ツ川）が玉名市に編入。
  - 9月30日 - 腹赤村・六栄村が合併して腹栄村が発足。（3町7村）
- 昭和32年（1957年）10月1日 - 腹栄村・長洲町が合併し、改めて長洲町が発足。（3町5村）
- 昭和35年（1960年）10月1日 - 天水村が町制施行して天水町となる。（4町4村）
- 昭和40年（1965年）4月1日 - 岱明村が町制施行して岱明町となる。（5町3村）
- 昭和42年（1967年）4月1日 - 玉東村が町制施行して玉東町となる。（6町2村）
- 昭和43年（1968年）11月1日（8町）
  - 三加和村が町制施行して三加和町となる。
  - 横島村が町制施行して横島町となる。
- 平成17年（2005年）10月3日 - 岱明町・横島町・天水町が玉名市と合併し、改めて玉名市が発足、郡より離脱。（5町）
- 平成18年（2006年）3月1日 - 菊水町・三加和町が合併して和水町が発足。（4町）

### 変遷表
| 明治22年以前 | 明治22年4月1日 | 明治22年 - 大正15年 | 昭和元年 - 昭和19年    | 昭和20年 - 昭和29年    | 昭和30年 - 昭和64年                                     | 昭和30年 - 昭和64年                                     | 平成元年 - 現在        | 現在   |
| ------------ | -------------- | ------------------- | ---------------------- | ---------------------- | ------------------------------------------------------- | ------------------------------------------------------- | ---------------------- | ------ |
|              | 高瀬町         | 高瀬町              | 昭和17年5月20日 玉名町 | 昭和29年4月1日 玉名市  | 昭和31年1月1日 南関町三ツ川を編入                       | 昭和31年1月1日 南関町三ツ川を編入                       | 平成17年10月3日 玉名市 | 玉名市 |
|              | 弥富村         | 弥富村              | 昭和17年5月20日 玉名町 | 昭和29年4月1日 玉名市  | 昭和31年1月1日 南関町三ツ川を編入                       | 昭和31年1月1日 南関町三ツ川を編入                       | 平成17年10月3日 玉名市 | 玉名市 |
|              | 大浜町         | 大浜町              | 大浜町                 | 昭和29年4月1日 玉名市  | 昭和31年1月1日 南関町三ツ川を編入                       | 昭和31年1月1日 南関町三ツ川を編入                       | 平成17年10月3日 玉名市 | 玉名市 |
|              | 伊倉村         | 明治32年2月2日 町制 | 伊倉町                 | 昭和29年4月1日 玉名市  | 昭和31年1月1日 南関町三ツ川を編入                       | 昭和31年1月1日 南関町三ツ川を編入                       | 平成17年10月3日 玉名市 | 玉名市 |
|              | 築山村         | 築山村              | 築山村                 | 昭和29年4月1日 玉名市  | 昭和31年1月1日 南関町三ツ川を編入                       | 昭和31年1月1日 南関町三ツ川を編入                       | 平成17年10月3日 玉名市 | 玉名市 |
|              | 滑石村         | 滑石村              | 滑石村                 | 昭和29年4月1日 玉名市  | 昭和31年1月1日 南関町三ツ川を編入                       | 昭和31年1月1日 南関町三ツ川を編入                       | 平成17年10月3日 玉名市 | 玉名市 |
|              | 豊水村         | 豊水村              | 豊水村                 | 昭和29年4月1日 玉名市  | 昭和31年1月1日 南関町三ツ川を編入                       | 昭和31年1月1日 南関町三ツ川を編入                       | 平成17年10月3日 玉名市 | 玉名市 |
|              | 八嘉村         | 八嘉村              | 八嘉村                 | 昭和29年4月1日 玉名市  | 昭和31年1月1日 南関町三ツ川を編入                       | 昭和31年1月1日 南関町三ツ川を編入                       | 平成17年10月3日 玉名市 | 玉名市 |
|              | 梅林村         | 梅林村              | 梅林村                 | 昭和29年4月1日 玉名市  | 昭和31年1月1日 南関町三ツ川を編入                       | 昭和31年1月1日 南関町三ツ川を編入                       | 平成17年10月3日 玉名市 | 玉名市 |
|              | 小田村         | 小田村              | 小田村                 | 昭和29年4月1日 玉名市  | 昭和31年1月1日 南関町三ツ川を編入                       | 昭和31年1月1日 南関町三ツ川を編入                       | 平成17年10月3日 玉名市 | 玉名市 |
|              | 月瀬村         | 月瀬村              | 月瀬村                 | 昭和29年4月1日 玉名市  | 昭和31年1月1日 南関町三ツ川を編入                       | 昭和31年1月1日 南関町三ツ川を編入                       | 平成17年10月3日 玉名市 | 玉名市 |
|              | 玉名村         | 玉名村              | 玉名村                 | 昭和29年4月1日 玉名市  | 昭和31年1月1日 南関町三ツ川を編入                       | 昭和31年1月1日 南関町三ツ川を編入                       | 平成17年10月3日 玉名市 | 玉名市 |
|              | 石貫村         | 石貫村              | 石貫村                 | 昭和29年4月1日 玉名市  | 昭和31年1月1日 南関町三ツ川を編入                       | 昭和31年1月1日 南関町三ツ川を編入                       | 平成17年10月3日 玉名市 | 玉名市 |
|              | 小天村         | 小天村              | 小天村                 | 昭和29年10月1日 天水村 | 昭和35年10月1日 町制                                    | 昭和35年10月1日 町制                                    | 平成17年10月3日 玉名市 | 玉名市 |
|              | 玉水村         | 玉水村              | 玉水村                 | 昭和29年10月1日 天水村 | 昭和35年10月1日 町制                                    | 昭和35年10月1日 町制                                    | 平成17年10月3日 玉名市 | 玉名市 |
|              | 大野村         | 大野村              | 大野村                 | 大野村                 | 昭和30年4月1日 岱明村                                   | 昭和40年4月1日 町制                                     | 平成17年10月3日 玉名市 | 玉名市 |
|              | 睦合村         | 睦合村              | 睦合村                 | 睦合村                 | 昭和30年4月1日 岱明村                                   | 昭和40年4月1日 町制                                     | 平成17年10月3日 玉名市 | 玉名市 |
|              | 鍋村           | 鍋村                | 鍋村                   | 鍋村                   | 昭和30年4月1日 岱明村                                   | 昭和40年4月1日 町制                                     | 平成17年10月3日 玉名市 | 玉名市 |
|              | 高道村         | 高道村              | 高道村                 | 高道村                 | 昭和30年4月1日 岱明村                                   | 昭和40年4月1日 町制                                     | 平成17年10月3日 玉名市 | 玉名市 |
|              | 横島村         | 横島村              | 横島村                 | 横島村                 | 横島村                                                  | 昭和43年11月1日 町制                                    | 平成17年10月3日 玉名市 | 玉名市 |
|              | 山北村         | 山北村              | 山北村                 | 山北村                 | 昭和30年3月1日 玉東村                                   | 昭和42年4月1日 町制                                     | 玉東町                 | 玉東町 |
|              | 木葉村         | 木葉村              | 木葉村                 | 木葉村                 | 昭和30年3月1日 玉東村                                   | 昭和42年4月1日 町制                                     | 玉東町                 | 玉東町 |
|              | 江田村         | 江田村              | 昭和18年7月1日 町制    | 昭和29年4月1日 菊水町  | 菊水町                                                  | 菊水町                                                  | 平成18年3月1日 和水町  | 和水町 |
|              | 花簇村         | 花簇村              | 花簇村                 | 昭和29年4月1日 菊水町  | 菊水町                                                  | 菊水町                                                  | 平成18年3月1日 和水町  | 和水町 |
|              | 東郷村         | 東郷村              | 東郷村                 | 昭和29年4月1日 菊水町  | 菊水町                                                  | 菊水町                                                  | 平成18年3月1日 和水町  | 和水町 |
|              | 川沿村         | 川沿村              | 川沿村                 | 昭和29年4月1日 菊水町  | 菊水町                                                  | 菊水町                                                  | 平成18年3月1日 和水町  | 和水町 |
|              | 神尾村         | 神尾村              | 神尾村                 | 神尾村                 | 昭和30年4月1日 三加和村                                 | 昭和43年11月1日 町制                                    | 平成18年3月1日 和水町  | 和水町 |
|              | 緑村           | 緑村                | 緑村                   | 緑村                   | 昭和30年4月1日 三加和村                                 | 昭和43年11月1日 町制                                    | 平成18年3月1日 和水町  | 和水町 |
|              | 春富村         | 春富村              | 春富村                 | 春富村                 | 昭和30年4月1日 三加和村                                 | 昭和43年11月1日 町制                                    | 平成18年3月1日 和水町  | 和水町 |
|              | 南関町         | 南関町              | 南関町                 | 南関町                 | 昭和30年4月1日 南関町                                   | 昭和31年1月1日 三ツ川を玉名市に編入                     | 南関町                 | 南関町 |
|              | 坂下村         | 坂下村              | 坂下村                 | 坂下村                 | 昭和30年4月1日 南関町                                   | 昭和31年1月1日 三ツ川を玉名市に編入                     | 南関町                 | 南関町 |
|              | 米富村         | 米富村              | 米富村                 | 米富村                 | 昭和30年4月1日 南関町                                   | 昭和31年1月1日 三ツ川を玉名市に編入                     | 南関町                 | 南関町 |
|              | 大原村         | 大原村              | 大原村                 | 大原村                 | 昭和30年4月1日 南関町                                   | 昭和31年1月1日 三ツ川を玉名市に編入                     | 南関町                 | 南関町 |
|              | 賢木村         | 賢木村              | 賢木村                 | 賢木村                 | 昭和30年4月1日 南関町                                   | 昭和31年1月1日 三ツ川を玉名市に編入                     | 南関町                 | 南関町 |
|              | 荒尾村         | 大正8年5月1日 町制  | 昭和17年4月1日 荒尾市  | 荒尾市                 | 荒尾市                                                  | 荒尾市                                                  | 荒尾市                 | 荒尾市 |
|              | 平井村         | 平井村              | 昭和17年4月1日 荒尾市  | 荒尾市                 | 荒尾市                                                  | 荒尾市                                                  | 荒尾市                 | 荒尾市 |
|              | 八幡村         | 八幡村              | 昭和17年4月1日 荒尾市  | 荒尾市                 | 荒尾市                                                  | 荒尾市                                                  | 荒尾市                 | 荒尾市 |
|              | 府本村         | 府本村              | 昭和17年4月1日 荒尾市  | 荒尾市                 | 荒尾市                                                  | 荒尾市                                                  | 荒尾市                 | 荒尾市 |
|              | 有明村         | 有明村              | 昭和17年4月1日 荒尾市  | 荒尾市                 | 荒尾市                                                  | 荒尾市                                                  | 荒尾市                 | 荒尾市 |
|              | 清里村         | 清里村              | 清里村                 | 清里村                 | 昭和30年7月20日 荒尾市に編入 （水野・牛水・高浜の一部） | 昭和30年7月20日 荒尾市に編入 （水野・牛水・高浜の一部） | 荒尾市                 | 荒尾市 |
|              | 清里村         | 清里村              | 清里村                 | 清里村                 | 昭和30年7月20日 長洲町に編入 （梅田・高浜の一部）       | 昭和32年10月1日 長洲町                                  | 長洲町                 | 長洲町 |
|              | 長洲町         | 長洲町              | 長洲町                 | 長洲町                 | 長洲町                                                  | 昭和32年10月1日 長洲町                                  | 長洲町                 | 長洲町 |
|              | 腹赤村         | 腹赤村              | 腹赤村                 | 腹赤村                 | 昭和31年9月30日 腹栄村                                  | 昭和32年10月1日 長洲町                                  | 長洲町                 | 長洲町 |
|              | 六栄村         | 六栄村              | 六栄村                 | 六栄村                 | 昭和31年9月30日 腹栄村                                  | 昭和32年10月1日 長洲町                                  | 長洲町                 | 長洲町 |

## 行政
歴代郡長
| 代 | 氏名 | 就任年月日                | 退任年月日                | 備考                   |
| -- | ---- | ------------------------- | ------------------------- | ---------------------- |
| 1  |      | 明治12年（1879年）1月20日 |                           |                        |
|    |      |                           | 大正15年（1926年）6月30日 | 郡役所廃止により、廃官 |